# Cantó de Valença-1
El cantó de Valença-1 és un cantó francès del departament de la Droma, situat al districte de Valença. Compta amb part del municipi de Valença.

## Municipis
Comprèn els següents barris de Valença:
- Centre-ville
- Basse ville
- Faventines
- Hugo-Balzac
- Les Alpes
- Vieux Valence

| Data d'elecció                           | Identitat            | Partit           | Qualitat |
| ---------------------------------------- | -------------------- | ---------------- | -------- |
| 1958-1970                                | Jean Perdrix         | radical          |          |
| 1970-1976                                | Roger Ribadeau-Dumas | UDR              |          |
| 1976-1982                                | M. Dragon            | PS               |          |
| 1982-1994                                | Régis Parent         | RPR              |          |
| 1994-2008                                | Jacques Bonnemayre   | RPR, després UMP |          |
| 2008-2009                                | Michèle Rivasi       | les Verts        |          |
| 2009-                                    | Patrick Royannez     | Les Verts        |          |
| les dades anteriors no són pas conegudes |                      |                  |          |